# Губенское (Вольнянский район)
Губенское (укр. Губенське) — село,
Терновский сельский совет,
Вольнянский район,
Запорожская область,
Украина.
Код КОАТУУ — 2321587303. Население по переписи 2001 года составляло 6 человек.

## Географическое положение
Село Губенское находится на левом берегу реки Днепр,
ниже по течению на расстоянии в 1,5 км расположено село Петро-Свистуново.

## Достопримечательности
- Братская могила советских воинов.